# Leochilus crocodiliceps
Leochilus crocodiliceps är en orkidéart som först beskrevs av Heinrich Gustav Reichenbach, och fick sitt nu gällande namn av Friedrich Fritz Wilhelm Ludwig Kraenzlin. Leochilus crocodiliceps ingår i släktet Leochilus och familjen orkidéer. Inga underarter finns listade i Catalogue of Life.